# Funktorkategorie
Im mathematischen Teilgebiet der Kategorientheorie ist eine Funktorkategorie eine Kategorie, deren Objekte Funktoren und deren Morphismen natürliche Transformationen zwischen diesen Funktoren sind.

## Einführung
Sind {\displaystyle {\mathcal {C}}} und {\displaystyle {\mathcal {D}}} zwei Kategorien, so verhalten sich die natürlichen Transformationen zwischen Funktoren {\displaystyle {\mathcal {C}}\rightarrow {\mathcal {D}}} wie die Morphismen einer Kategorie. 
Zwei natürliche Transformationen {\displaystyle \alpha :F\rightarrow G} und {\displaystyle \beta :G\rightarrow H} zwischen Funktoren {\displaystyle F,G,H:{\mathcal {C}}\rightarrow {\mathcal {D}}} können zu einer natürlichen Transformation {\displaystyle \beta \circ \alpha :F\rightarrow H} verkettet werden, so dass für diese Verkettung das Assoziativgesetz gilt, und für jeden Funktor {\displaystyle F:{\mathcal {C}}\rightarrow {\mathcal {D}}} gibt es die identische Transformation {\displaystyle 1_{F}=(1_{F(C)})_{C\in {\mathcal {C}}}:F\rightarrow F}, die sich bei dieser Verkettung wie ein neutrales Element verhält. 
Es liegt daher nahe, die Kategorie {\displaystyle {\mathcal {D}}^{\mathcal {C}}} aller Funktoren {\displaystyle {\mathcal {C}}\rightarrow {\mathcal {D}}} mit den natürlichen Transformationen als Morphismen zu betrachten. 
Dem stehen allerdings mengentheoretische Hindernisse entgegen, denn ein Funktor als Abbildung zwischen Objekten und Morphismen der Quell- und Zielkategorie sind im Allgemeinen selbst keine Mengen, können also nicht Elemente einer Klasse sein. Das Gleiche gilt für die natürlichen Transformationen {\displaystyle \alpha =(\alpha _{C}:F(C)\rightarrow G(C))_{C\in {\mathcal {C}}}} zwischen zwei Funktoren {\displaystyle F} und {\displaystyle G} und auch die „Mächtigkeit“ der natürlichen Transformationen zwischen zwei Funktoren ist zu groß.
Hier gibt es prinzipiell zwei Auswege. Man kann die mengentheoretischen Probleme durch neue Begriffe umgehen, muss dann allerdings Vorsicht bei Formulierungen walten lassen, oder man beschränkt sich für {\displaystyle {\mathcal {C}}} auf kleine Kategorien.

## Quasikategorien
(Der nun folgende Begriff Quasikategorie wird in der Literatur nicht einheitlich so verwendet, manche Autoren verstehen unter diesem Begriff auch Unendlich-Kategorien, die nichts mit der hier vorgestellten Definition zu tun haben.)
Man nennt Familien von Klassen Konglomerate und sagt, eine Quasikategorie bestehe aus Konglomeraten {\displaystyle {\mathcal {O}}} und {\displaystyle {\mathcal {M}}}, deren „Elemente“ man Objekte bzw. Morphismen nennt, und Funktionen {\displaystyle \mathrm {dom} ,\mathrm {cod} :{\mathcal {M}}\rightarrow {\mathcal {O}}}, die jedem Morphismus seinen Quell- bzw. Zielbereich zuordnen, sowie einer Abbildung
{\displaystyle \circ :D:=\{(f,g)\in {\mathcal {M}}\times {\mathcal {M}}\mid \mathrm {dom} (f)=\mathrm {cod} (g)\}\rightarrow {\mathcal {M}}}, so dass
(1): Für {\displaystyle (f,g)\in D} gilt {\displaystyle \mathrm {dom} (f\circ g)=\mathrm {dom} (g)} und {\displaystyle \mathrm {cod} (f\circ g)=\mathrm {cod} (f)}
(2): Für {\displaystyle (f,g),(g,h)\in D} gilt {\displaystyle f\circ (g\circ h)=(f\circ g)\circ h}
(3): Für jedes {\displaystyle A\in {\mathcal {O}}} existiert ein {\displaystyle e_{A}\in {\mathcal {M}}}, so dass {\displaystyle \mathrm {dom} (e_{A})=\mathrm {cod} (e_{A})=A} und
(a): {\displaystyle f\circ e_{A}=f} für alle {\displaystyle f\in {\mathcal {M}}} mit {\displaystyle \mathrm {dom} (f)=A},
(b): {\displaystyle e_{A}\circ f=f} für alle {\displaystyle f\in {\mathcal {M}}} mit {\displaystyle \mathrm {cod} (f)=A}.
Damit lässt sich die Quasikategorie aller Funktoren mit den natürlichen Transformationen als Morphismen bilden, darin enthalten ist die Unterquasikategorie aller Funktoren zwischen zwei vorgegebenen Kategorien wie oben. Offenbar sind Kategorien auch Quasikategorien, so dass hier eine echte Verallgemeinerung vorliegt.
Mit der Verwendung des Namens „Konglomerat“ sind die mengentheoretischen Hindernisse natürlich nicht aus dem Weg geräumt. Aussagen über Quasikategorien muss man stets übersetzen in „für alle Klassen mit einer gewissen Eigenschaft gilt ...“. 

## Funktorkategorien kleiner Kategorien
Ist in der Einführung {\displaystyle {\mathcal {C}}} eine kleine Kategorie, so bestehen die mengentheoretischen Probleme nicht und {\displaystyle {\mathcal {D}}^{\mathcal {C}}} ist eine echte Kategorie.
Ein einfaches Beispiel ist die Kategorie {\displaystyle {\mathcal {C}}=2} mit zwei Objekten, etwa {\displaystyle 0} und {\displaystyle 1}, und einem einzigen von den Identitäten verschiedenen Morphismus {\displaystyle 0\rightarrow 1}. Dann ist {\displaystyle {\mathcal {D}}^{\mathcal {C}}={\mathcal {D}}^{2}} nichts anderes als die Pfeilkategorie von {\displaystyle {\mathcal {D}}}.

## Kategorien von Prägarben
Eine sehr wichtige Anwendung ist die Kategorie der Prägarben auf einer kleinen Kategorie {\displaystyle {\mathcal {C}}}. Hierbei ist {\displaystyle {\mathcal {D}}={\mathcal {Set}}} die Kategorie der Mengen und man setzt
{\displaystyle {\hat {\mathcal {C}}}:={\mathcal {Set}}^{{\mathcal {C}}^{op}}}.
Dies ist die Funktorkategorie der Funktoren {\displaystyle {\mathcal {C}}^{op}\rightarrow {\mathcal {Set}}} der zu {\displaystyle {\mathcal {C}}} dualen Kategorie in die Kategorie der Mengen.
Solche Funktoren nennt man Prägarben auf {\displaystyle {\mathcal {C}}}. 
Die Hom-Funktoren {\displaystyle \mathrm {Hom} (-,C):{\mathcal {C}}^{op}\rightarrow {\mathcal {Set}}} sind Beispiele und die Zuordnung {\displaystyle C\mapsto \mathrm {Hom} (-,C)} nennt man die Yoneda-Einbettung von {\displaystyle {\mathcal {C}}} in {\displaystyle {\hat {\mathcal {C}}}}.